# Mehmet Topal
Mehmet Topal (sinh ngày 3 tháng 3 năm 1986) là một cựu cầu thủ người Thổ Nhĩ Kỳ hiện đã giải nghệ. Vị trí của anh là Tiền vệ phòng ngự và anh mang số áo 14. Anh ký hợp đồng vào tháng 9 năm 2006 từ Çanakkale Dardanelspor cùng ngày Galatasaray cũng ký 1 hợp đồng với Junichi Inamoto. Anh chỉ ra sân thỉnh thoảng vài lần trong mùa giải đầu tiên để cố gắng tạo ra một tự điều chỉnh cho câu lạc bộ mới.
Có một sự thay đổi tình cờ in sâu trong đội hình chính của Galatasaray bởi 1 điều kiện xương chậu tồi tệ hiếm có đã làm tuyển thủ Thụy Điển Tobias Linderoth chấn thương, đối với tiền vệ phòng ngự 22 tuổi là một việc may mắn. Vì thế, Linderoth bị loại vào tháng 10, anh đã thúc giục huấn luyện viên người Đức Karl-Heinz Feldkamp chọn cầu thủ 22 tuổi là sự lựa chọn số 1. Đó là một thí nghiệm thành công, dù Topal đã rất biết ơn cầu thủ người Thụy Điển, đã nói: "Anh ấy đã giúp tôi nhiều, Cho tôi biết những khoảng trống mà tôi có thể cải thiện và làm thế nào làm được điều đó. Đáng buồn là, tôi đạt được thay đổi này qua chấn thương của anh ấy nhưng tôi muốn anh ấy bình phục trong thời gian ngắn nhất có thể."
Có khả năng chơi tốt ở cả vị trí tiền vệ trung tâm lẫn tiền vệ cánh phải, Topal có thể sử dụng cả hai chân, bình tĩnh dưới những sức ép và có 1 đóng góp mãnh liệt từ khoảng cách.
Anh được đặt biệt danh là Örümcek (Nhện) bởi khả năng dùng đôi chân dài để kéo bóng hoặc cắt những dường chuyền.
Vào tháng 4 năm 2008 Mehmet Topal gia hạn hợp đồng với Galatasaray thêm 5 năm cho tới 31 tháng 5 năm 2013.
Anh đã đoạt chức vô địch Giải vô địch bóng đá Thổ Nhĩ Kỳ 2007-08 với Galatasaray và được gọi vào đội tuyển Thổ Nhĩ Kỳ dự hai kỳ EURO 2008 và EURO 2016.

## Thống kê sự nghiệp

### Câu lạc bộ
Tính đến 20 tháng 5 năm 2018
| Câu lạc bộ          | Mùa giải            | Giải đấu      | Giải đấu     | Cúp quốc gia  | Cúp quốc gia | Châu Âu       | Châu Âu      | Tổng cộng     | Tổng cộng    | Tổng cộng |
| Câu lạc bộ          | Mùa giải            | Số lần ra sân | Số bàn thắng | Số lần ra sân | Số bàn thắng | Số lần ra sân | Số bàn thắng | Số lần ra sân | Số bàn thắng |           |
| ------------------- | ------------------- | ------------- | ------------ | ------------- | ------------ | ------------- | ------------ | ------------- | ------------ | --------- |
| Dardanelspor        | 2004–05             | 9             | 1            | -             | -            | -             | -            | 9             | 1            |           |
| Dardanelspor        | 2005–06             | 30            | 3            | 1             | 0            | -             | -            | 31            | 3            |           |
| Dardanelspor        | Tổng cộng           | 39            | 4            | 1             | 0            | 0             | 0            | 40            | 4            |           |
| Galatasaray         |                     |               |              |               |              |               |              |               |              |           |
| 2006–07             | 11                  | 0             | 2            | 0             | 4            | 0             | 17           | 0             |              |           |
| 2007–08             | 26                  | 1             | 8            | 1             | 5            | 0             | 39           | 2             |              |           |
| 2008–09             | 21                  | 1             | 5            | 0             | 6            | 0             | 32           | 1             |              |           |
| 2009–10             | 24                  | 0             | 4            | 0             | 8            | 1             | 36           | 1             |              |           |
| Tổng cộng           | 82                  | 2             | 19           | 1             | 23           | 1             | 124          | 4             |              |           |
| Valencia            |                     |               |              |               |              |               |              |               |              |           |
| 2010–11             | 23                  | 1             | 1            | 0             | 5            | 0             | 29           | 1             |              |           |
| 2011–12             | 20                  | 0             | 1            | 0             | 9            | 2             | 30           | 2             |              |           |
| Tổng cộng           | 43                  | 1             | 2            | 0             | 14           | 2             | 59           | 3             |              |           |
| Fenerbahçe          |                     |               |              |               |              |               |              |               |              |           |
| 2012–13             | 27                  | 3             | 8            | 1             | 16           | 0             | 51           | 4             |              |           |
| 2013–14             | 27                  | 3             | 1            | 0             | 3            | 0             | 31           | 3             |              |           |
| 2014–15             | 33                  | 2             | 8            | 2             | 0            | 0             | 41           | 4             |              |           |
| 2015–16             | 33                  | 1             | 7            | 0             | 13           | 2             | 53           | 3             |              |           |
| 2016–17             | 29                  | 4             | 5            | 0             | 11           | 0             | 45           | 4             |              |           |
| 2017–18             | 29                  | 2             | 8            | 1             | 4            | 0             | 41           | 3             |              |           |
| Tổng cộng           | 178                 | 15            | 37           | 4             | 47           | 2             | 263          | 21            |              |           |
| Tổng cộng sự nghiệp | Tổng cộng sự nghiệp | 349           | 22           | 59            | 5            | 84            | 5            | 485           | 32           |           |

### Đội tuyển quốc gia
Tính đến 17 tháng 11 năm 2018
| Thổ Nhĩ Kỳ | Thổ Nhĩ Kỳ    | Thổ Nhĩ Kỳ   |
| Năm        | Số lần ra sân | Số bàn thắng |
| ---------- | ------------- | ------------ |
| 2008       | 11            | 0            |
| 2009       | 2             | 0            |
| 2010       | 3             | 0            |
| 2011       | 6             | 0            |
| 2012       | 10            | 0            |
| 2013       | 8             | 0            |
| 2014       | 6             | 0            |
| 2015       | 8             | 0            |
| 2016       | 13            | 1            |
| 2017       | 6             | 0            |
| 2018       | 7             | 1            |
| Tổng cộng  | 80            | 2            |

### Bàn thắng cho đội tuyển quốc gia
| # | Ngày                | Địa điểm                           | Đối thủ          | Bàn thắng | Kết quả | Giải đấu |
| - | ------------------- | ---------------------------------- | ---------------- | --------- | ------- | -------- |
| 1 | 29 tháng 5 năm 2016 | Antalya Arena, Antalya, Thổ Nhĩ Kỳ | Montenegro       | 1–0       | 1–0     | Giao hữu |
| 2 | 23 tháng 3 năm 2017 | Antalya Arena, Antalya, Thổ Nhĩ Kỳ | Cộng hòa Ireland | 1–0       | 1–0     | Giao hữu |